# Lautlos wie die Nacht
Lautlos wie die Nacht (Originaltitel: Mélodie en sous-sol, franz. „Melodie im Untergrund“) ist ein französischer Heist-Movie von Henri Verneuil aus dem Jahr 1963. Er handelt von zwei Gangstern, die ein Casino in Cannes ausrauben. Die Geschichte basiert auf dem Roman The Big Grab, den Zekial Marko 1960 unter dem Pseudonym „John Trinian“ veröffentlichte. Die Hauptrollen spielen Jean Gabin und Alain Delon.
Der Film wurde ab dem 19. März 1963 in Frankreich vorgeführt. In den deutschen Kinos lief er seit dem 23. August 1963.

## Handlung
Charles hat gerade eine langjährige Gefängnisstrafe abgesessen und kehrt zu seiner Frau zurück, die als Friseurin ein kleinbürgerliches Leben führt und daran denkt, das gemeinsame Haus zu verkaufen und sich mit diesem Geld eine legale Existenz aufzubauen. Charles plant jedoch bereits den nächsten Coup: Er will das Casino „Palm Beach“ in Cannes überfallen. Weil sein früherer Partner sich aus gesundheitlichen Gründen nicht an dem Projekt beteiligen möchte, engagiert Charles seinen ehemaligen Mitinsassen Francis als Komplizen. Francis ist ein Mittzwanziger, der keine feste Arbeit hat und in den Tag hinein lebt. Zusammen planen sie den Raubüberfall, der zunächst vorsieht, dass Francis sich in die Gesellschaft des Casinos einschleust, um einen leichteren Zugang zur Geldkammer des Hauses zu bekommen. Ebenfalls engagiert wird Louis, der ältere, gesetzestreue Schwager Francis’, der eine Autowerkstatt betreibt. Er soll die beiden als Fahrer unterstützen.
Francis bandelt mit Brigitte, einer schwedischen Tänzerin des „Palm Beach“, an und kann so unauffällig hinter die Bühne des Casinos gelangen. Charles und Francis geraten aneinander, weil Charles Francis Sorglosigkeit und Unzuverlässigkeit vorwirft. Louis bekommt kurz vor dem Coup kalte Füße, er will zwar helfen, aber nichts von der Beute abbekommen, weil er sich nicht an Reichtum gewöhnen und auf die schiefe Bahn geraten will.
Letztlich raufen sich Charles und Francis zusammen und begehen den Raub. Francis kriecht durch den Lüftungsschacht und kann über den Fahrstuhlschacht in den Tresorraum gelangen, wo er maskiert die Mitarbeiter des Casinos mit einer Maschinenpistole in Schach hält. Er öffnet Charles die Tür, der maskiert das Geld in zwei Tragetaschen füllt. Beide entkommen mit dem Geld.
Die zwei Reisetaschen mit dem Geld werden zunächst in einem Umkleideraum nahe dem Strand versteckt. Als sie die Taschen am nächsten Morgen abholen wollen, werden sie von der Polizei überrascht, die Ermittlungen in dem Schwimmbad anstellt, zu dem der Umkleideraum gehört. Weil Francis glaubt, mit den Taschen nicht entkommen zu können, versenkt er sie unauffällig im Schwimmbecken. Doch das Versteck erweist sich als tückisch: Unter Wasser öffnen sich die Taschen, und sämtliche Geldscheine schwimmen schon bald an die Wasseroberfläche, bis die Polizei die Beute entdeckt. Francis und auch Charles, der gegenüber in einem Café sitzt, können nur tatenlos zusehen.

## Hintergrund
Der Schwarzweißfilm wurde auf 35 mm gedreht und hat ein Seitenverhältnis von 2,35:1. Es existieren zwei verschiedene Schnittfassungen, da jene für den amerikanischen Markt auf 103 Minuten gekürzt und koloriert wurde.
Jean Gabin und Alain Delon drehten erstmals gemeinsam einen Film. In späteren Jahren traten sie in Der Clan der Sizilianer (1969) und Endstation Schafott (1973) erneut zusammen auf.
Der amerikanische Film Millionenraub in San Francisco (1965), in dem wiederum Alain Delon die Hauptrolle spielt, basiert ebenfalls auf einem Roman von Zekial Marko.
In den etwa 20 letzten Sekunden der Endsequenz ist in der deutschen DVD-s/w-Fassung die Originalmusik durch ein fröhliches Henry-Mancini-Thema ersetzt worden. In der kolorierten Version auf der gleichen DVD hört man die Originalmusik.

## Kritiken
„Spannend und listenreich“ urteilt das Lexikon des internationalen Films und hebt außerdem die „amüsante Schlußpointe“ des Films hervor. Ähnlich äußert sich Bosley Crowther in der New York Times, während er Parallelen zu dem ebenfalls französischen Film noir Rififi zieht. Der Spiegel zählt Lautlos wie die Nacht zu der Sorte Kriminalfilm, „die es mehr auf die Nerven der Zuschauer als auf ihr Kombinationsvermögen absieht“.
Bei prisma hebt man die „liebevoll beobachtete Kontrastierung zwischen dem Pariser Vorstadt-Milieu und dem mondänen Luxusambiente von Cannes“ hervor. Cinema hält die Hauptdarsteller Gabin und Delon für „verboten cool“.

## Auszeichnungen
Lautlos wie die Nacht gehörte zu den fünf Filmen, die das National Board of Review für das Jahr 1963 als beste ausländische Filme benannte. Im Folgejahr wurde er außerdem als bester ausländischer Film mit dem Edgar Allan Poe Award ausgezeichnet und auch bei der 21. Verleihung der Golden Globes wurde er als bester fremdsprachiger Film geehrt.